# Рана Викрама
Рана Викрама (ರಾಣಾ ವಿಕ್ರಮ್) је индијски акциони филм из 2015. године, снимљен у режији Паван Вадејар.

## Радња
Филм почиње са репортером који је убијен у месту званом Викраматирта. Она иде тамо да сазна за непознато мјесто, што није на мапи Карнатаке. Она информише министра унутрашњих послова о свом путовању кроз писмо.
Викрам тежи да постане полицајац, али се одбија јер не жели подмитити званичнике. Ту је и љубавни интерес Пару који жели да се смири што раније.
Он се сусреће са министром унутрашњих послова и жали се на његову неспособност због корупције. Министар дома је открио Викрама као грубог ученика. Викрам иде до Викрамтирте и сазнаје да су људи засужњени од стране Џонсона. Земљиште Викрамтхеерте је илегално извезено од стране Џонсона уз помоћ МЛА Кулкарини. Викрамтхеерта је коначно препозната као део Карнатаке.
Викрам упознаје да је његов деда Рана Викрама и бака Говри припадала пре-независној Викрамтхеертхи коју је освојио деда Џонсона, господине. Луис Бетон. Викрам се сада бори са личном осветом за људе Викрамтирте. Прати Џонсона и коначно га убије

## Улоге
| Глумац         | Улога                  |
| -------------- | ---------------------- |
| Пунит Раџкумар | Викрама / Викрам Кумар |
| Анџали         | Говри                  |
| Ада Шарма      | Пару                   |
| Викрам Синг    | Џонсон / Луис Батон    |
| Гириш Карнад   | К. В. Ананд Рао        |
| Ранганаја Рагу | Кулакарни              |
| Авинаш         | Кусти Рангана          |